# 윤영오
윤영오(尹永五, 1935년 ~)는 대한민국의 제23대 대구고등법원장 등을 역임한 법조인이다.

## 생애
1935년 경상남도 밀양시에서 태어난 윤영오는 부산대학교 법과대학 4학년 재학 중에 제9회 고등고시 사법과에 합격하고 춘천지방법원, 부산지방법원, 대구고등법원에서 판사를 하였다가 법원장으로 승진하여 청주지방법원, 대구지방법원, 대구고등법원에서 법원장을 역임하였다. 1962년부터 시작한 법관 생활 중에서 대법원 재판연구관으로 지낸 2년을 제외하고 모두 지방에서 근무했다.
청주지방법원장으로 재직할 때 자신의 고향인 밀양시와 인접한 창녕군 출신인 홍준표 검사와 서로 친하게 지내면서 같이 저녁을 먹다가 "판사도 아닌데 이름 중간자가 판자로 되어 있는 것은 맞지 않다"고 하면서 개명을 권유했다.

## 주요 판결
- 대구고등법원 형사부 재판장으로 재직하던 1980년 11월 27일에 교사 자격증 부정 발급으로  대구고등법원에서 징역8월 집행유예2년을 선고받았으나 대법원에서 파기환송된 전 경상북도 교육감 이성조에 대한 파기환송심에서 "1977년 10월 경북도 교육감으로 있으면서 중등교육 과학사계 직원 등 16명에게 가짜 교사 자격증을 발급해준 사실을 알고도 문교부에 보고하지 않고 은폐한 사실은 인정되나 오랫동안 교육계에 헌신한 공로 등을 참작했다"며" 직무유기죄만 적용하여 선고유예하면서 허위공문서 작성 및 동 행사에 대해서는 증거 불충분으로 무죄를 선고했다.[3]